# Liste antiker Ortsnamen und geographischer Bezeichnungen/Fo
| Lateinischer Name                      | Griechischer Name                   | Beschreibung                                        | Heute                                                                                        | Quellen und Verweise | Lage |
| -------------------------------------- | ----------------------------------- | --------------------------------------------------- | -------------------------------------------------------------------------------------------- | -------------------- | ---- |
| Foenicularius Campus                   |                                     |                                                     |                                                                                              | Smith;               |      |
| Fons Tungrorum                         |                                     |                                                     |                                                                                              | Smith;               |      |
| Fontes Amari                           |                                     |                                                     |                                                                                              | Smith;               |      |
| Forath                                 |                                     |                                                     |                                                                                              | Smith;               |      |
| Forentum                               |                                     |                                                     |                                                                                              | Smith;               |      |
| Formiae                                | Φορμίαι (Phormiai)                  | Stadt in Latium                                     | Formia in Italien                                                                            | Smith;               |      |
| Formio                                 |                                     |                                                     |                                                                                              | Smith;               |      |
| Foroaugustana                          |                                     |                                                     |                                                                                              | Smith;               |      |
| Fortunatae Insulae                     |                                     |                                                     |                                                                                              | Smith;               |      |
| Foruli                                 |                                     |                                                     |                                                                                              | Smith;               |      |
| Forum Allieni                          |                                     |                                                     |                                                                                              | Smith;               |      |
| Forum Appii                            |                                     | Stadt an der Via Appia                              | Latina, Borgo Faiti                                                                          | Apg 28,15 ; Smith;   |      |
| Forum Aurelii                          |                                     |                                                     |                                                                                              | Smith;               |      |
| Forum Bibalorum                        |                                     |                                                     |                                                                                              | Smith;               |      |
| Forum Cassii                           |                                     | Stadt an der Via Cassia                             | Vetralla                                                                                     | Smith;               |      |
| Forum Cigurrorum                       |                                     |                                                     |                                                                                              | Smith;               |      |
| Forum Claudii                          |                                     |                                                     |                                                                                              | Smith;               |      |
| Forum Claudii Vallensium Octodurensium |                                     |                                                     |                                                                                              | Smith;               |      |
| Forum Clodii                           |                                     | Stadt im südlichen Etrurien                         | bei der Kirche San Liberato, nördlich von Bracciano im Latium, am Westufer des Braccianosees | Smith;               |      |
| Forum Cornelii                         |                                     |                                                     |                                                                                              | Smith;               |      |
| Forum Decii                            |                                     | Stadt an der Via Salaria                            | Bacugno                                                                                      | Smith;               |      |
| Forum Diuguntorum                      |                                     |                                                     |                                                                                              | Smith;               |      |
| Forum Domitii                          |                                     |                                                     |                                                                                              | Smith;               |      |
| Forum Flaminii                         | Φόρον Φλαμίνιον (Phoron Phlaminion) | Stadt in Umbrien                                    | nördlich von Foligno bei Vescia in Italien                                                   | Smith;               |      |
| Forum Fulvii                           |                                     |                                                     |                                                                                              | Smith;               |      |
| Forum Gallorum                         |                                     |                                                     |                                                                                              | Smith;               |      |
| Forum Gallorum                         |                                     |                                                     |                                                                                              | Smith;               |      |
| Forum Hadriani                         |                                     |                                                     |                                                                                              | Smith;               |      |
| Forum Julii                            |                                     |                                                     |                                                                                              | Smith;               |      |
| Forum Julii                            |                                     |                                                     |                                                                                              | Smith;               |      |
| Forum Julium                           |                                     |                                                     |                                                                                              | Smith;               |      |
| Forum Lepidi                           |                                     |                                                     |                                                                                              | Smith;               |      |
| Forum Licinii                          |                                     |                                                     |                                                                                              | Smith;               |      |
| Forum Ligneum                          |                                     |                                                     |                                                                                              | Smith;               |      |
| Forum Limicorum                        |                                     |                                                     |                                                                                              | Smith;               |      |
| Forum Livii                            |                                     |                                                     |                                                                                              | Smith;               |      |
| Forum Narbasorum                       |                                     |                                                     |                                                                                              | Smith;               |      |
| Forum Neronis                          |                                     | siehe Carpentorate                                  |                                                                                              |                      |      |
| Forum Novum                            |                                     | Ausgrabungen bei der Kirche Santa Maria in Vescovio | Torri in Sabina                                                                              | Smith;               |      |
| Forum Popilii                          |                                     | Stadt an der Via Aemilia                            | Forlimpopoli in der Emilia-Romagna                                                           | Smith (1);           |      |
| Forum Popilii                          |                                     | Stadt im ager Falernus in Kampanien                 |                                                                                              | Smith (2);           |      |
| Forum Popilii                          |                                     | Stadt in Lukanien                                   |                                                                                              | Smith (3);           |      |
| Forum Segusianorum                     |                                     |                                                     |                                                                                              | Smith;               |      |
| Forum Sempronii                        |                                     | Stadt an der Via Flaminia                           | Fossombrone in der Region Marken                                                             | Smith;               |      |
| Forum Tiberii                          |                                     |                                                     |                                                                                              | Smith;               |      |
| Forum Trajani                          |                                     |                                                     |                                                                                              | Smith;               |      |
| Forum Truentinorum                     |                                     |                                                     |                                                                                              | Smith;               |      |
| Forum Vibii                            |                                     |                                                     |                                                                                              | Smith;               |      |
| Forum Voconii                          |                                     |                                                     |                                                                                              | Smith;               |      |
| Forum Vulcani                          |                                     |                                                     |                                                                                              | Smith;               |      |
| Fosi                                   |                                     | germanischer Stamm                                  | Siedlungsgebiete im Quellgebiet der Aller                                                    | Smith;               |      |
| Fossa Corbulonis                       |                                     | römische Wasserstraße zwischen Rhein und Maas       |                                                                                              | Smith;               |      |
| Fossa Drusiana                         |                                     | römische Wasserstraße                               | vermutlich zwischen Rhein und IJssel                                                         | Smith;               |      |
| Fossa Mariana                          |                                     |                                                     |                                                                                              | Smith;               |      |